# Guttera plumifera
La faraona piumata  (Guttera plumifera (Cassin, 1857)), è un uccello della famiglia Numididae diffuso in Africa centrale.

## Distribuzione e habitat
La faraona piumata abita nelle foreste umide primarie dell'Africa centrale. In particolare la sottospecie G. p. plumifera si ritrova dal sud del Camerun fino al bacino del fiume Congo e nel nord del Gabon e Angola, mentre la sottospecie G. p. schubotzi dal nord dello Zaire fino alla Rift Valley e nelle foreste a ovest del lago Tanganica.

## Tassonomia
Questa specie è suddivisa in due sottospecie:
- Guttera plumifera plumifera (Cassin, 1857) - faraona piumata del Camerun
- Guttera plumifera schubotzi Reichenow, 1912 - faraona piumata di Schubotz.